# Бухштаб, Евгений Игоревич
Евгений Игоревич Бухштаб (19 марта 1942, Орск Оренбургской области)  — советский и израильский физик. Доктор физико-математических наук (1986).

## Биография
В 1965 окончил Харьковский политехнический институт. После окончания работал в Физико-техническом институте низких температур АН УССР: младший научный сотрудник, старший научный сотрудник (1978–92).

С 1992 – старший научный сотрудник Израильского технологического института в Хайфе. 

Основные направление исследований – квантовые эффекты в проводимости плёнок полуметаллов. Впервые наблюдал квантовый размерный эффект в сверхпроводящих пленках олова. Исследовал эффекты слабой локализации и взаимодействия электронов в тонких пленках полуметаллов. Изучил взаимодействие между слоями в сверхрешетках путем исследования нормальных и сверхпроводящих свойств. 

## Научные труды
- «Квантовые размерные эффекты в тонких плёнках олова» // Письма в ЖЭТФ. 1968. Т. 7, вып. 8 (в соавторстве);
- «Особенности электрических свойств сплавов висмут-сурьма в тонких слоях». I. «Изменение свойств с составом» // ФНТ. 1978. Т. 4, № 8 ( в соавторстве);
- «Separation of the electron localization and interaction in bismuth films resistance» // Solid State Communs. 1982. Vol. 44, № 6 ( в соавторстве);
- «Нелинейная проводимость в островковых плёнках висмута» // ФНТ. 1985. Т. 11, № 6 ( в соавторстве);
- «Локализация электронов в плёнках сурьмы в параллельном магнитном поле» // ФНТ. 1986. Т. 12, № 2 ( в соавторстве).